# Калініно (Нікольський район)
Калі́ніно (рос. Калинино) — присілок у складі Нікольського району Вологодської області, Росія. Входить до складу Нікольського сільського поселення.

## Населення
Населення — 153 особи (2010; 195 у 2002).
Національний склад (станом на 2002 рік):
- росіяни — 98 %